# Беверн (Нижня Саксонія)
Беверн (нім. Bevern) — громада в Німеччині, розташована в землі Нижня Саксонія. Входить до складу району Гольцмінден. Центр об'єднання громад Беверн.
Площа — 33,23 км2. Населення становить 3780 ос. (станом на 31 грудня 2021).